# Сант-Эустакьо (район)

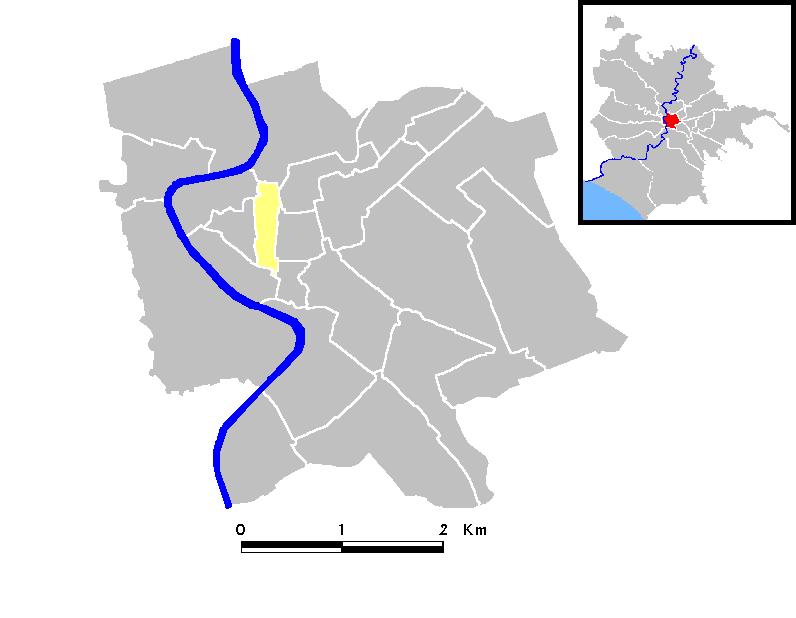
Сант-Эустакьо

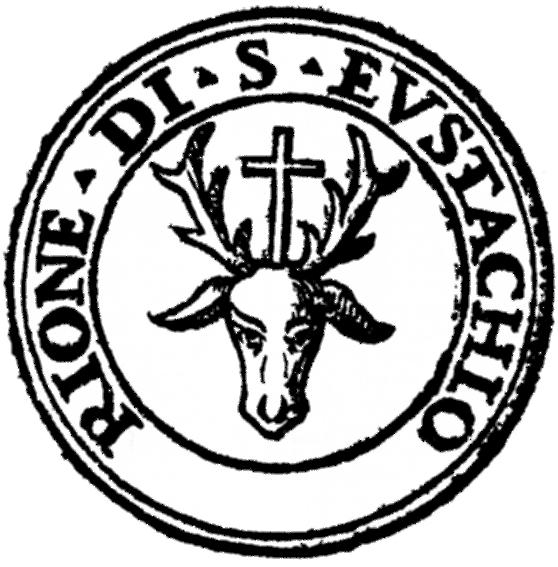
Герб Сант-Эустакьо

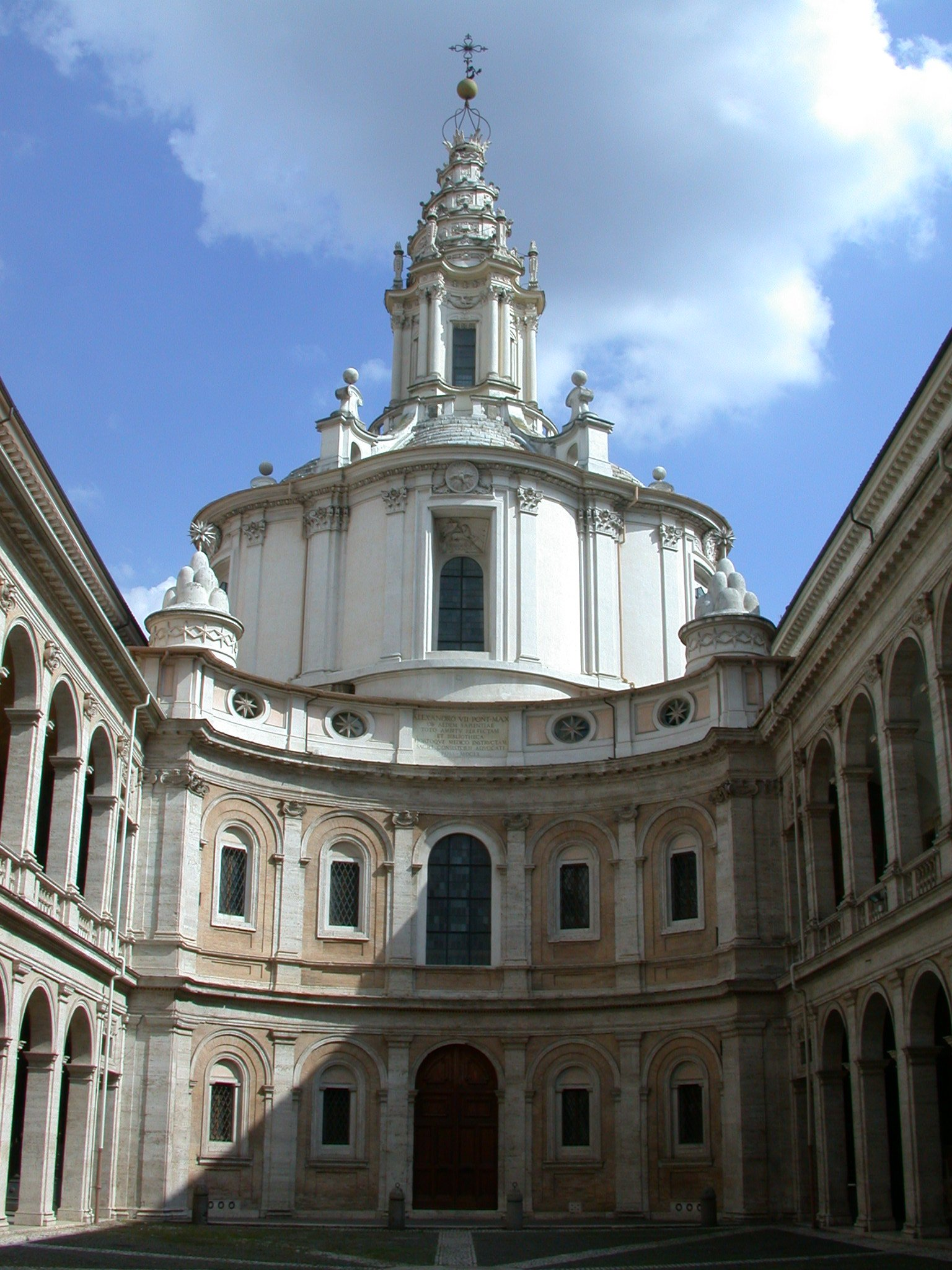
Сант-Иво алла Сапиенца

Сант-Эустакьо (итал. Sant'Eustachio) — VIII район (Rione) Рима.

## Положение
Район Сант-Эустакьо граничит с районами Парионе, Пинья и Сант-Анджело.

## История
Гербом района Сант-Эустакьо является олень с крестом между рогами (символ святого Евстахия), покровителя охотников. Район был назван по имени этого святого и одноименной церкви, находившейся на его территории.

## Достопримечательности
- Корсо дель Ринашименто
- Церкви
  - Сант-Агостино
  - Сант-Андреа-делла-Валле
  - Сант-Иво алла Сапиенца
  - Сан-Луиджи-деи-Франчези
  - Сан-Карло-аи-Катинари